# Tulipan Klusjusza
Tulipan Klusjusza (Tulipa clusiana) – gatunek rośliny z rodziny liliowatych. Pochodzi ze środkowej i zachodniej Azji (Afganistan, Iran, Indie, Pakistan). W naturalnych warunkach Tulipa clusiana występuje na terenach górskich na wysokości 800–2500 m n.p.m.

## Morfologia
PokrójNiska, osiągająca wysokość od 15 do 30 cm roślina. Zaliczany jest do jednego z najbardziej efektownych gatunków tulipanów.
KwiatyZazwyczaj na łodydze ma pojedynczy kwiat, ale czasami wyrasta ich kilka. Są gwiazdkowate, u typowej formy w środku białawe z zewnątrz różowe z fioletową nasadą okwiatu, płatki mogą mieć żółte obrzeżenie.

## Zmienność
Występuje w dwóch formach:
- Tulipa clusiana forma clusiana
- Tulipa clusiana forma stellata (syn. T. stellata Hook)

## Zastosowanie
Jest uprawiany jako roślina ozdobna, głównie w gruncie. W Europie jest uprawiany głównie we Włoszech, Grecji oraz na terenach zachodniej Turcji. Szczególnie dobrze nadaje się do uprawy w krajach o łagodnym klimacie, gdyż dla zaindukowania kwitnienia wystarcza mu okres niewielkiego chłodu.